# Перун
Перу́н (церк.-слав. Пероунъ) — верховный восточнославянский бог грозы, а также бог войны, покровительствующий воинам и князю, и бог плодородия, насылающий дождь на поля. Перун занимал верховное положение среди других богов уже в середине VI века и, возможно, был верховным божеством и у южных славян. У западных, полабских славян верховным богом не был, и, согласно ряду современных исследователей, Перун известен как Прове. Имя другого западнославянского бога — Поренута, может быть иной версией имени Перуна либо патронимом. Дуб являлся сакральным деревом громовержца и воспринимался как его жилище.
Перун сохранился в фольклоре, особенно среди белорусов, как злой дух, вооруженный громовым оружием и преследующий змея или чертей, прячущихся в различных местах. Схожим образом в народном христианстве описывается пророк Илья, из-за чего была предложена версия, что культ Перуна был со временем перенесён на Илью. Несмотря на схожесть между ними, полное сближение Ильи с Перуном ложно, поскольку представление об Илье как о громовержце было получено из греческого, христианского фольклора. Остаткам брошенного Перуном оружия, под которыми славяне понимали различные находимые ими необычные по форме камни, приписывались магические свойства. Были проведены несколько мифологических реконструкций. Одна из них создана религиоведом П. Лажуа, который, опираясь на балто-славянские легенды, считает, что существовал балто-славянский миф и элемент утраченного эпоса об охотнике, убивший чёрта, которого не смог убить бог гроз. За это бог даёт ему своё оружие, поражающие молниями, но в итоге из-за нечестивого поступка охотника громовержец отбирает у него своё оружие. Другая реконструкция, подвергшаяся научной критике и не получившая полного признания, славянская версия теории основного мифа, представляет Перуна враждующим с другим богом — Велесом. После сражения между богами за скот или жену громовержца Перун поражает Велеса молнией, и на землю льётся дождь. Реконструкция, созданная историком Л. С. Клейном, представляющая Перуна как умирающего и воскресающего бога, также была раскритикована.
Перун появляется во многих письменных источниках, в частности, в «Повести временных лет», упоминающей, что русь клялась Перуном в договорах с греками и что преступившие клятву должны быть прокляты, и им пришлось бы расплачиваться смертью от собственного оружия и рабством в загробной жизни. Позже летопись повествует, что князь Владимир Святославич установил капище Перуна в Новгороде и в Киеве во главе над другими богами. Киевский идол описывался как имеющий серебряную голову с золотыми усами и безбородый. Возможно, такое описание ориентировано на библейский образец. Это возведение идолов было определено историками как языческая реформа, но восприятие этого известия носит дискуссионный характер. После крещения идол был свергнут и сброшен в Днепр. Данные новгородских летописей о свержении идола Перуна в Новгороде основаны на «Повести временных лет» и их сложно рассматривать как имеющие историческую основу.
Идеи связи Перуна с четвергом, представленным в качестве его дня, с Перынью как его предполагаемым святилищем и с южнославянским обрядом пеперуды, а также теория норманнского происхождения Перуна от Тора подверглись научной критике.

## Имя
В летописях теоним записан церк.-слав. Пероунъ. В др.-рус. Перунъ, Пероунъ. Книжные варианты, перешедшие из древнерусского или церковнославянского: ст.-укр. Пе́ру́нъ, ст.-болг. Поревн, Пороун, болг. Перу́нъ, Пярун, сербохорв. Perun, чеш. Perun, ст.-словац. Parom и диалектное словац. Perun «бог грома у древних славян». Апеллятив перун распространён преимущественно в русских источниках и менее всего в южнославянских в качестве ономастики, но в целом его ареал является общеславянским, что свидетельствует о праславянском происхождении данного слова.
| Восточнославянские | Восточнославянские |
| ------------------ | --- |
| Русский            | ст.-русск. перунъ «молния, гром; стрела, разящее врагов и грешников оружие», рус. перу́н «гром, молния», диалектные: рус. перу́н «гром, сильный гром, громовой раскат, сильная гроза» (западно-брянское, новгородское, новосибирское, иркутское), «молния, вихрь» (смоленское), перу́н «сильный кашель» (псковское, смоленское), пирун «болезнь» (тверская губерния) |
| Украинский         | ст.-укр. перунъ «гром», устаревшее укр. пе́ру́н, пером «гром, молния», диалектные: укр. пе́рун, пе́рум, пе́рiм «гром с молнией», перон, перін(ь), пе́рону, пе́рум, пе́рім, пе́рому «гром» |
| Белорусский        | ст.-бел. перунъ «оглушительный удар грома», устаревшие: бел. перу́нъ «громовой удар», бел. пяру́н «удар грома», диалектные: бел. пяру́н «гром, удар грома, чёрт, нечистая сила», бел. перун «чёрт, нечистая сила», бел. пе́рань «гром» |
| Западнославянские  | |
| Польский           | пол. piorun, pierun, pieron «гром, молния», диалектные: пол. pierun, perǫn ščeľíṷ, piorun, pieron, pierunki, pjeron, pjerona. Ṕerůn только в проклятии ṕerůny vaľić «крепко проклинать» |
| Чешский            | чеш. parom «чёрт», диалектные: чеш. parom «гром, чёрт», pjerun, pěrun «гром» |
| Словацкий          | ст.-словац. perom, parom «гром, стрела», словац. parom «чёрт, бес, дьявол», диалектные: словац. parom «чёрт, бес». Зап.-словац. parom, paron и вост.-словац. perun, perún, peruň, peron, pjorun «молния, гром» |
| Словинский         | p’orun, pórën «молния, удар грома», par’ón «злой дух» |
| Лужицкий           | луж. pierun «чёрт возьми, тьфу, пропасть» |
| Кашубский          | кашуб. p’orun, p’orën «молния; камень, оставшийся после молнии», parón «злой дух», p’iorën |
| Полабский          | полаб. perĕn, perün «гром, молния» |
| Южнославянские     | |
| Словенский         | словен. pörun «молния» |

Западнославянская форма слова parón, которая фонетически трудно выводима из perun, может быть табуированием либо контаминацией с возможным кельтским заимствованием tarón, восходящим к праиндоевропейскому *tṛh₂on- «гром, бог-громовержец». Так, в кашуб. taron «злой дух, дьявол». Другим объяснением может быть то, что parón является вариантом словац. pahrom, где префикс pa- обозначает «похожий, подобный, ненастоящий», как в рус. пасынок, и корнем hrom «гром», что даёт значение «подобный грому». Само слово «перун» часто используется в фразеологизмах, как в словацком: «в крапиву перун не бьёт» в значении того, что не привлекающий внимания человек может быть спокоен или может использоваться в различных проклятиях по типу: «чтобы тебя перун убил!». От русских слово было заимствованно в фин. piru, peruni «чёрт» и может использоваться по отношению к хийси.

### Ономастика
Топонимы: Перунь, Пируны (Новгородская губерния), Перунина пустыня, Перуново (Тверская губерния), Перунов (район Полоцка), Перунов (Могилёвская губерния), Perunova hora (жолкевской район), пол. Piorunka (две реки и деревня), Pierunowy dzial на левом берегу Попрада, Piorunow, Piorunowy most, Pioruftce, Piorunówek, сербохорв. Перун в Боснии, словен. Perunja Ves, Perunji Vrh в Каринтии, хорв. Пирун как дримоним, как оронимы: словац. Perúnov hrb, сербохорв. Перун, болг. Перин, Перен, Перин, как ойконимы: полаб. Реrоnе; Pronstorf в округе Зегеберг, Рrоhn, Pirna, болг. Перин, макед. Перин, серб. Пирин. Агионим рус. Перун. Антропонимы: старопольск. Piorun (1391 г.), Pierun, Piorunek (1432 г.), Pierun (1443 г.), Piorunk, Pierończyk (1774 г.), Perończyk, ст.-болг. Перȣнъ, Перȣна, Перȣнка, Перȣнко XVI века, болг. Перу́н, Парун (муж.) и Перуна, Паруна, Перуника (жен.), ст.-чеш. Perun (1450 г.), ст-рус. Самошка Перунов (1648 г.), бел. Пярун, Перуноу, Перуноуски, словинск. Perìn, Parón.
По словам лингвиста М. Фасмера, антропонимы могли не происходить от теонима и первоначально значить «тот, кто бьёт», но сама такая этимология слова оспаривается. Женский антропоним Перуника скорее происходит от названия растения перуни́ка.

### Этимология

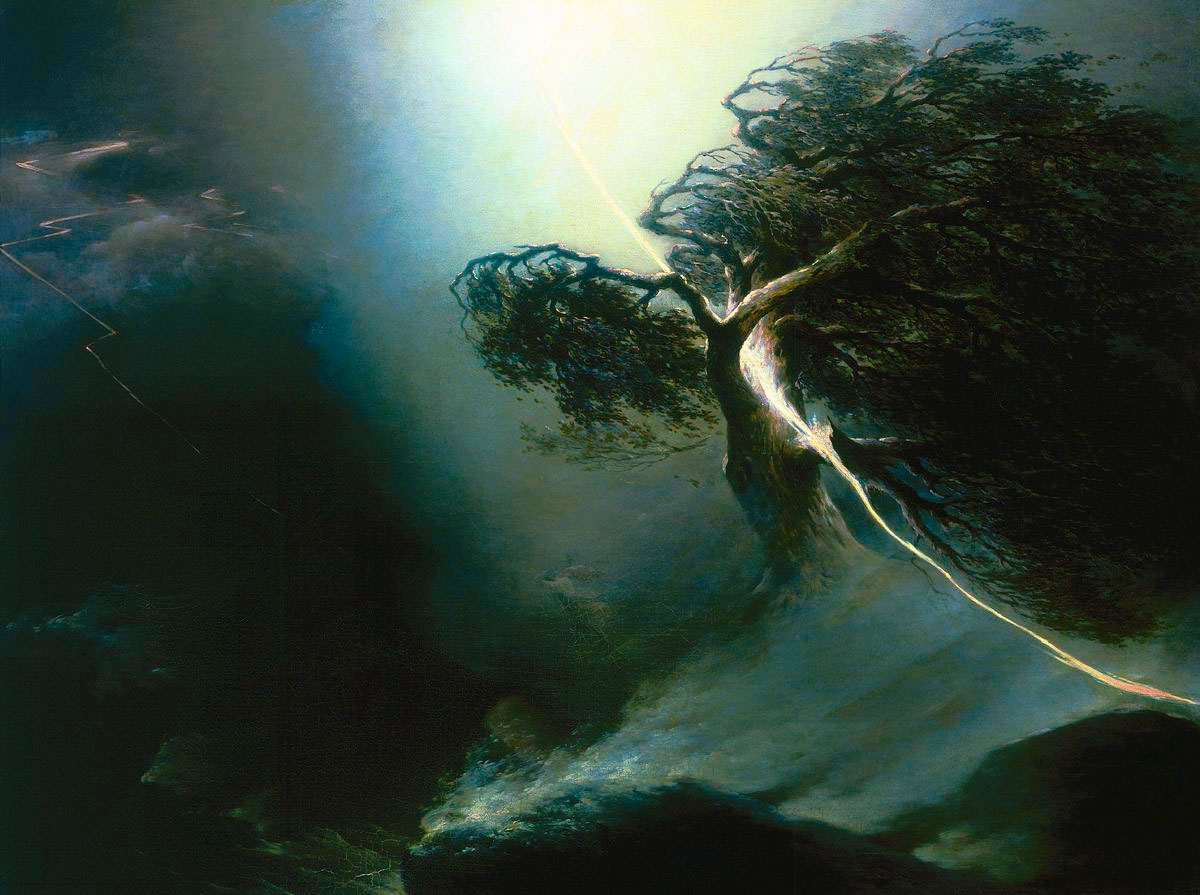
Общеславянское слово «перун» обозначает гром и молнию. Картина Максима Воробьёва «Дуб, раздробленный молнией», 1842. Третьяковская галерея

Возник вопрос о первичном значении слова. Историк А. Гейштор считал, что первичен теоним, но, исходя из языкового материала, лингвистами сделан вывод, что первичен апеллятив *реrunъ с исходным значением «гром, молния», что делает теоним вторичным образованием.
Перун является одним из индоевропейских божеств грома: хеттский Тархунт, индийский Индра, кельтский Таранис, балтский Перкунас, римский Юпитер, греческий Зевс, германский Тор. Научная литература упоминает бога войны Паруна, присутствующего в Нуристане, но в действительности существование такого бога является ошибкой, случайно созданной лингвистом Р. О. Якобсоном. Для теонима Перун современной лингвистикой предложены несколько праиндоевропейских корней: *per(g)- «бить», *perkʷ- «дуб» и *per(u)- «скала». Существует объяснение, объединяющее все эти корни как происходящие от *per(g)-, давшее последующие корни для обозначения статических возвышенных мест, куда бьёт молния, что позволило приписать им характер иерофании. На такие представления о связи молнии и скалы могло воздействовать индоевропейское понимание неба как каменного свода. Так, авест. asman-, «скала, небо» родственно славянскому слову, обозначающему камень. Альтернативным объяснением связи корней может быть их сближение через квазиомонимию.

#### Этимология от *per(g)-«бить»
Многие учёные приняли этимологию теонима как праславянское образование от глагольной основы *perti, *рьrǫ «ударить» и суффикса -unъ, дающего характеристику одушевлённого действующего лица, что в итоге даёт значение теонима «тот, кто бьёт, ударяет, поражает». Такая этимология не объясняет, почему в индоевропейских религиях слишком много божеств, чьи имена и функции соответствуют Перуну. Если бы этимология Перуна была бы местным славянским образованием, то возможны два варианта объяснения: либо все теонимы возникли независимо друг от друга путем случайной проприализации от индоевропейского апеллятивного корня *per(g)- либо все они являются славянским заимствованием. Оба варианта крайне маловероятны. Помимо этого такая этимология не учитывает, что теоним является вторичным образованием по отношению к аппелятиву. И как вследствие такая этимология должна быть исключена. Стоит учитывать, что суффикс -unъ также может использоваться при создании nomina instrumenti, атрибутива и гипокоризма. Альтернативная версия предложена лингвистом М. Лучиньски, который выводит теоним напрямую из праиндоевропейской формы *per(ō/ǝ)unos образованной от корня *per(g)- «бить» с изначальной буквальной семантикой «то, что бьёт», дальше «молния, гром» и уже позже «тот, кто бьёт». Согласно лингвисту В. Блажеку, форма теонима Перун появилась в результате контаминации его изначального теонима *Perkunъ с праславянским *pьrvjьnjь «первый» из-за его верховного положения среди богов. Таким образом, теонимы Перуна и Перкунаса, который, по мнению Блажека, не имеет отношения к корню, обозначающему дуб, происходят в результате сложения корней *per(g)- «бить» и *kuno «камень», что даёт значение «бьющий клин/камень» → «гром, молния, бог грома». От *per(g)- происходит теоним индийского бога Парджаньи, но его имя является независимым от Перуна образованием, восходя к праиндоевропейскому *pergwenyo- «дождь, дождевое облако».

#### Этимология от *per(u)-«скала»
Археолог Д. П. Мэлари и лингвист Д. К. Адамс считают, что теоним Перуна имеет происхождение от корня *per(u)- «скала», реконструируя имя божества в праиндоевропейском как *per-uh₁n-os «тот, у кого громовой камень». Лингвисты С. Л. Николаев и А. Б. Страхов реконструировали праиндоевропейское слово, обозначающее гору, как *perṷṇt, *perṷṇ(V)- и считают, что возведение теонима Перун к нему затруднительно из-за вокализма, но возможно, что в дальнейшем произошло сближение, возникшее под влиянием народной этимологии из-за наличия случайного звукового сходства.
С Перуном связывают персонажа хеттской мифологии Пирунаш, чьё имя с хетт. peruna- (perunaš) переводится как «скала». Она не является божеством грозы, но выступает как спутница царя богов и небес Кумарби, что косвенно указывает на связь скал с главным божеством, таким как Перун. От корня *per(u)- также происходит теоним индийской богини Парвати, а именно от санскр. parvata- «гора, скалистый», но в то же время, она поздно была зафиксирована как божество. Сближение Перуна с хеттским теонимом Пирва сомнительно из-за неопределённости этого божества.

#### Этимология от *perkw-«дуб»
С именем Перуна сопоставили имя балтского бога грозы, известного под именами Перкунас, Парконс и Паркун, чей теоним, который напрямую означает «гром», происходит от праиндоевропейского корня *perkʷ- «дуб». Аналогично теоним скандинавской богини и матери громовержца Тора — Фьёргюн, чьё имя родственно гот. fairguni «гора, горный хребет», происходит от *perkʷuni- «лесистые горы» и дальше от perkʷ- «дуб». Несмотря на схожесть, сближение Перкунаса с Перуном ложно из-за того, что теоним Перун происходит от корня, не имеющего фонему *-k-, а также несоответствие балтского *-ū- и славянского *-u- в этих корнях. В то же время полное разделение теонимов может быть нецелесообразным, и, возможно, корневое различие между ними произошло в праиндоевропейской эпохе. Соответствие *-ū- и славянского *-u- можно объяснить через апофонические варианты теонима в литовском, восходящего к восточно-балтскому *perkaunas, который идеально соответствует славянскому *Perunъ за исключением *-k-. Для решения лингвистической проблемы славист А. Брюкнер предложил объединяющую этимологию, где теоним Перун изначально был однокоренным с теонимом Перкунас, но под влиянием народной-этимологии изменился из-за праславянского *рьrǫ «бить» и что изначально имя божества выглядело как *Perkyn. Обратный процесс перехода Перуна в Перкунаса невозможен. Такая этимология, согласно историку Г. Ловмянскому, «неудовлетворительна». Этимология филолога В. Й. Мансикки, рассматривающего теоним как заимствование из гот. fairguni «гора» неубедительна. Ю. Пакерис отмечает, что производные пра-и.е. *perkw- «дуб» не зафиксированы в балто-славянских языках, поэтому считает оба теонима отглагольными именами деятелей, образованными от пра-и.е. *per- «бить, ударять» → лит. purk- «терзать», различающимися лишь наличием суффикса -k- в балтийских.

#### Палеобалканская этимология
Лингвист Г. Гюнтерт обратил внимание, что праславянское *реrunъ, происходя от раннего праславянского *peraunos, могло быть рифмованным заимствованием от греч. κεραυνός «молния, гром». По мнению ЭССЯ, эта этимология является наиболее убедительной, и, таким образом, поздний праславянский диалектный апеллятив *реrunъ, восходя к раннему праславянскому *peraunas, является фонетически адаптированным заимствованием из палеобалканских, древних балкано-карпатских языков и дальше от праиндоевропейского *kṷeraunos ~*kṷerǝunos, образованного от корня *kʷer-, «рог» с суффиксом -ǝunos. В то же время такая этимология, по замечанию Ловмянского, вызывает сомнения и отрицается Фасмером по фонетическим причинам. Лингвистов удивил переход *k в *p. Для решения проблемы Якобсоном было предложено, что изначально в анлауте греческого слова стояла *p-, то есть περαυνός которая перешла в k- в результате табуирования основного имени бога, запрещённое для произношения. Поэтому предписывалось заменять его произвольной звукоподражательной или даже словообразовательной формой. Аналогично на этом настаивают Николаев и Страхов, считающие, что переход произошёл под влиянием греч. κεραΐζω «бить, сокрушать» и реконструируют теоним в праиндоевропейском как *perǝṷnos, *perō(ṷ)nos. Этимология лингвиста Р. С. Бекеса такую табуизацию не упоминает и напрямую возводит слово от праиндоевропейского *kerh₂- «бить, разрушать, голова, рог».

#### Прочие этимологии и интерпретации
Лингвист С. Палига выводит славянское *Perunъ из *Pъrunъ, которое должно быть заимствовано из гипотетического фракийск. *pur-, присутствующего в греч. πῦρ «огонь». С точки зрения семантики этимология является подходящей, так как огонь является естественным атрибутом бога грома и молнии, но в то же время является фонетически гипотетичной. Лингвист Ст. Урбанчик предлагал выводить *perunъ из праславянского *perą, пол. piorę «бить, стирать», что не удовлетворило лингвиста Ст. Роспонда, который предлагал иную словообразовательную модель *per-run-, где *run- однокоренное с др.-греч. δρνυμι «приводить в движение», όρούω «устремляться».
Лингвист Х. Педерсен считал теоним Перун заимствованием из иллирийского на основании алб. perëndí «бог, небо, король», в котором второй компонент является однокоренным с алб. dite, «день». Лингвист Вл. Георгиев полагал, что албанский теоним заимствован напрямую из фракийского композита *реrauno-/*реrouno- + *din, «Зевс». ЭССЯ отверг данную этимологию, как и Николаев со Страховым, возводящие саму этимологию слова к алб. perëndím «запад, закат» и perëndoj «заходить (о солнце)». Якобсон обратил внимание на пушту Pērūne‎ «плеяды», но в действительности нет никакой связи между Перуном и этим названием созвездия, происходящим от праиндоевропейского корня *pelu-/*pleu- «много».

## Исторические источники

### Греческие
Византиец Прокопий Кесарийский, будучи секретарём и юридическим советником Велизария, получал информацию о событиях его времени из первых рук, что позволило ему в середине VI века написать монументальный труд «История войн», где в седьмой книге, также известной как третья книга «Войн с готами», он записал следующее:
Они (склавины и анты) считают, что один только бог, творец молнии, является владыкой над всеми, и ему приносят в жертву быков и совершают другие священные обряды. Судьбы они не знают и вообще не признают, что она по отношению к людям имеет какую-либо силу, и когда им вот-вот грозит смерть, охваченным ли болезнью, или на войне попавшим в опасное положение, то они дают обещание, если спасутся, тотчас же принести богу жертву за свою душу; избегнув смерти, они приносят в жертву то, что обещали, и думают, что спасение ими куплено ценой этой жертвы. Они почитают реки, и нимф, и всякие другие божества, приносят жертвы всем им и при помощи этих жертв производят и гадания.
По мнению большинства исследователей, под творцом молний скрывается Перун. Сообщение относят к южным славянам, в связи с чем делается вывод, что Перун был их верховным богом. Текст также может быть отнесён к праславянам. По мнению историка Г. Ловмянского, Прокопий подчеркнул это сообщение не у южных славян, а у придунайских славянских воинов восточнославянского происхождения, находящихся на службе у императора. Данный отрывок использовали для доказательства монотеизма у славян, но лингвистический анализ текста показал, что речь у Прокопия идёт всё же об одном, хотя и главном из богов, и политеизм у славян является доказанным явлением.
После завершения между 948 и 952 годами трактата «Об управлении империей» Константина Багрянородного была добавлена неизвестным автором 30 глава, которая может отражать хорватскую историческую традицию, передававшуюся, по крайней мере, на определенном этапе, изустно. Фрагмент:
В течение нескольких лет хорваты, находящиеся в Далмации, подчинялись франкам, как и прежде, когда они жили в собственной стране. Но франки были настолько жестоки к ним, что, убивая грудных детей хорватов, бросали их собакам. Не в силах вынести этого от франков, хорваты восстали против них, перебив архонтов, которых те им поставили. Поэтому против них из Франгии выступило большое войско. Семь лет длилась их борьба друг с другом, и наконец с трудом одолели хорваты. Они перебили всех франков и убили их архонта по имени Коцилин. С того времени, оставаясь самовластными и независимыми, они попросили Рим о святом крещении. И были посланы епископы, которые крестили их при Порине, архонте хорватов.
Текст не соответствует историческим реалиям эпохи франкского господства над Далмацией. Ни более ранние, ни более поздние источники не упоминают таких подробностей и архонта Порина. Глава 31 упоминает другого хорватского архонта — Поргу, при котором произошло крещение хорватов священниками из Рима по инициативе императора Ираклия. В связи с этим в историографии утвердилось доминирующее мнение, что под искажёнными именами Порин и Порга скрывается князь Борна. Несмотря на ряд аргументов в пользу этого отождествления, существует также ряд исторических несоответствий такому мнению. Между тем 30 глава обнаруживает сходство с таким литературным жанром как «origo gentis», что может указывать на мифологизированную историю. Историк А. Милошевич выдвинул иную интерпретацию Порина, который в действительности был богом Перуном. Проведя исторический анализ вопроса, историк Д. Е. Алимов заключает: «Итак, гипотеза А. Милошевича, согласно которой под именем Порина скрывается славянское божество Перун, превратившееся в хорватской этногенетической традиции в своего рода небесного правителя хорватов, как кажется, не только хорошо вписывается в характерное для Венской школы антропологическое прочтение легенд жанра „origo gentis“, но и не встречает серьезных препятствий в наличном историческом материале».

### Неопределённого происхождения
Впервые имя Перуна упоминается в легенде византийской рукописи VII века «Жития святого Дмитрия Солунского» где славянский вождь Хацон спрашивает у оракула, каков будет исход битвы, получив ответ от Пюрина (Πυρήνος) что тот завоюет город. Славист А. Брюкнер скептически отнёсся к данному источнику, поскольку сам оригинал данной греческой рукописи с этой легендой неизвестен. Сомнительным считает данный источник и религиовед О. В. Кутарев, но замечает, что полный корпус текстов Жития на момент 2023 года ещё не собран и не опубликован.
В «Рассказе Палладия о рахманах» в первой редакции славянского перевода Александриды, который был вставлен в славянский перевод Хроники Иоанна Малалы X века, говорится следующее:
Радуйся, учитель рахманов, сын божий, Поруна великого, царь Александр, который всем людям владыка, зовёт есть тебя.
Сам Александр называл себя сыном Зевса, и в греческом оригинале стоит именно он на месте Поруна, под которым, вероятно, имеется в виду Перун. Таким образом, текст показывает, что Зевс и Перун были эквивалентными божествами, что относит Перуна к индоевропейским божествам грома. Перевод является южнославянским, выполненным в IX—X веке, и позже его фрагмент был вставлен в Хронику. Замена Зевса на Перуна могла быть как болгарской, так и древнерусской глоссой, но, согласно историку М. А. Оболенскому, ввиду того, что глоссы, упоминающие Сварога и Дажьбога в Хронике, являются болгарскими, то и упоминание там же Перуна тоже относит глоссу к болгарскому происхождению. Отдельно историк А. Гейштор датирует перевод Александриды XIII веком, выполненный древнерусским переводчиком, и даёт запись теонима как Порум вместо Порун.

### Древнерусские источники

#### «Повесть временных лет»
«Повесть временных лет» начала XII века, чей самый ранний список обнаружен в составе Лаврентьевской летописи 1377 года, содержит переводы договоров русов с греками. Согласно Повести, войско князя Олега одержало победу под стенами Константинополя, и в связи с этим был заключён мирный договор с византийскими царями, помещённый в текст под 907 годом. Фрагмент:
Итак, царь Леон и Александр заключили мир с Олегом, обязались уплачивать дань и ходили ко взаимной присяге: сами целовали крест, а Олега с мужами его водили к клятве по закону русскому, и клялись те своим оружием и Перуном, их богом, и Волосом, богом скота, и утвердили мир.
Историк А. А. Шахматов критически отнёсся к идее существования данного договора. Он считал, что договор 907 года не существовал, а был вставлен летописцем на основе информации из договора, помещённого под 912 годом, который действительно имел место. С этой идеей согласился филолог В. Й. Мансикка, добавив, что имя Перуна взято летописцем из договора 945 года.

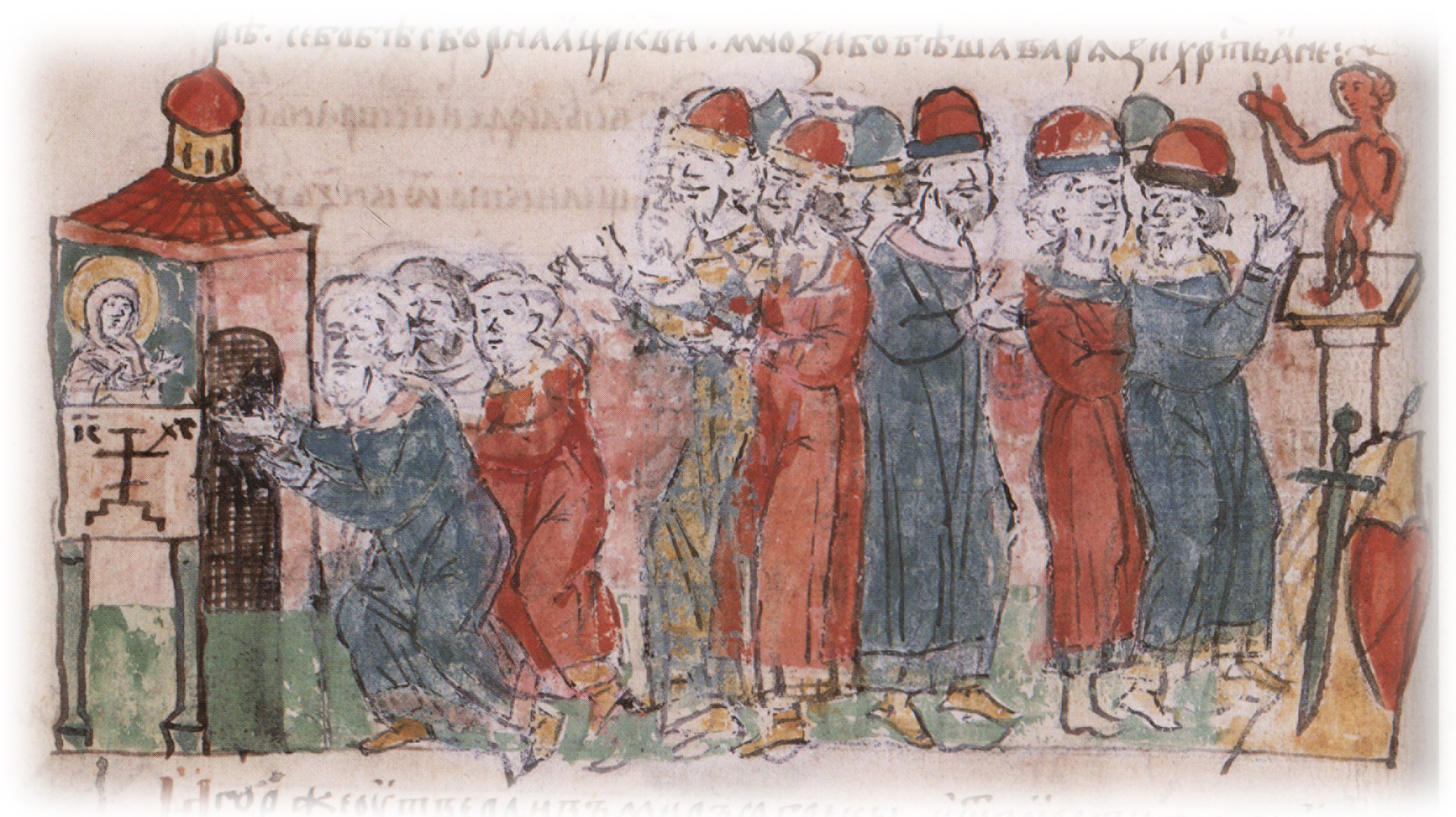
Присяга Игоря и его мужей-язычников на холме перед фигурой Перуна, христиан — у церкви святого Илии. Миниатюра из Радзивилловской летописи, конец XV века'. По мнению религиоведа П. Лажуа Перун держит связку молний

Второй раз Перун упоминается в договоре, заключённым князем Игорем в Константинополе и размещённым в Повести под 945 годом, где одновременно упоминается христианский Бог и Перун. Сам договор датируется 944 годом. Фрагмент:
Великий князь наш Игорь, и бояре его, и люди все русские послали нас к Роману, Константину и Стефану, к великим царям греческим, заключить союз любви  с самими царями, со всем боярством и со всеми людьми греческими на все годы, пока сияет солнце и весь мир стоит. А кто с русской стороны замыслит разрушить эту любовь, то пусть те из них, которые приняли крещение, получат возмездие от Бога Вседержителя, осуждение на погибель в загробной жизни, а те из них, которые не крещены, да не имеют помощи ни от Бога ни от Перуна, да не защитятся они собственными щитами, и да погибнут они от мечей своих, от стрел и от иного своего оружия, и да будут рабами во всю свою загробную жизнь. <…> А некрещёные русские слагают свои щиты и обнажённые мечи, обручи и иное оружие, чтобы поклясться, что всё, что написано на хартии этой, будет соблюдаться Игорем, и всеми боярами, и всеми людьми Русской страны во все будущие годы и всегда. Если ли же кто-нибудь из князей или из людей русских, христиан или нехристиан, нарушит то, что написано в хартии этой, — да будет достоин умереть от своего оружия и да будет проклят от Бога и от Перуна за то, что нарушил свою клятву.
За этим текстом следует описание принесенной в Киеве присяги Игоря: после того, как послы киевского князя приводили к клятве византийского царя, к Игорю приехали греческие послы привести к клятве его и его мужей. Фрагмент:
На следующий день призвал Игорь послов и пришёл на холм, где стоял Перун; и сложили оружие своё, и щиты, и золото и присягали Игорь и люди его —  сколько было язычников между русскими.
Исследователи обратили внимание, что согласно договору Перун уже находился на холме в Киеве при князе Игоре.
Под 971 годом помещён договор Святослава и его воеводы Свенельда с византийским императором Цимисхием в Доростоле, где снова упоминаются Перун и Волос наряду с христианским Богом. Фрагмент:
Как уже клялся я греческим царям, а со мною бояре и все русские, да соблюдем мы прежний договор. Если же не соблюдем мы чего либо из сказанного раньше, пусть я и те, кто со мною и подо мною, будем прокляты от бога, в которого веруем, — в Перуна и в Волоса, бога скота, и да будем желты, как золото, и своим оружием посечены будем.
Согласно филологам Вяч. Вс. Иванову и В. Н. Топорову факт того, что Перун присутствует без Волоса в договоре Игоря, где клялся он и его дружина, говорит о том, что в договоре 944 года Перун был только княжеским богом, и его именем клялась только дружина, в то время как Волос был богом всей Руси и им клялись славяне и, следовательно, договоры отражают дуализм между божествами. Такая идея противоборства между богами, находящимся в паре при клятве, согласно историку Л. С. Клейну, маловероятна. Ещё раньше филолог Е. В. Аничков также проинтерпретировал Перуна как бога только князей, а Волоса — всей Руси. Но историк Р. А. Рабинович указывает, что договор Игоря, где нет Волоса, ясно упоминает, что послы к грекам прибыли от Игоря, бояр и от всего народа Руси.

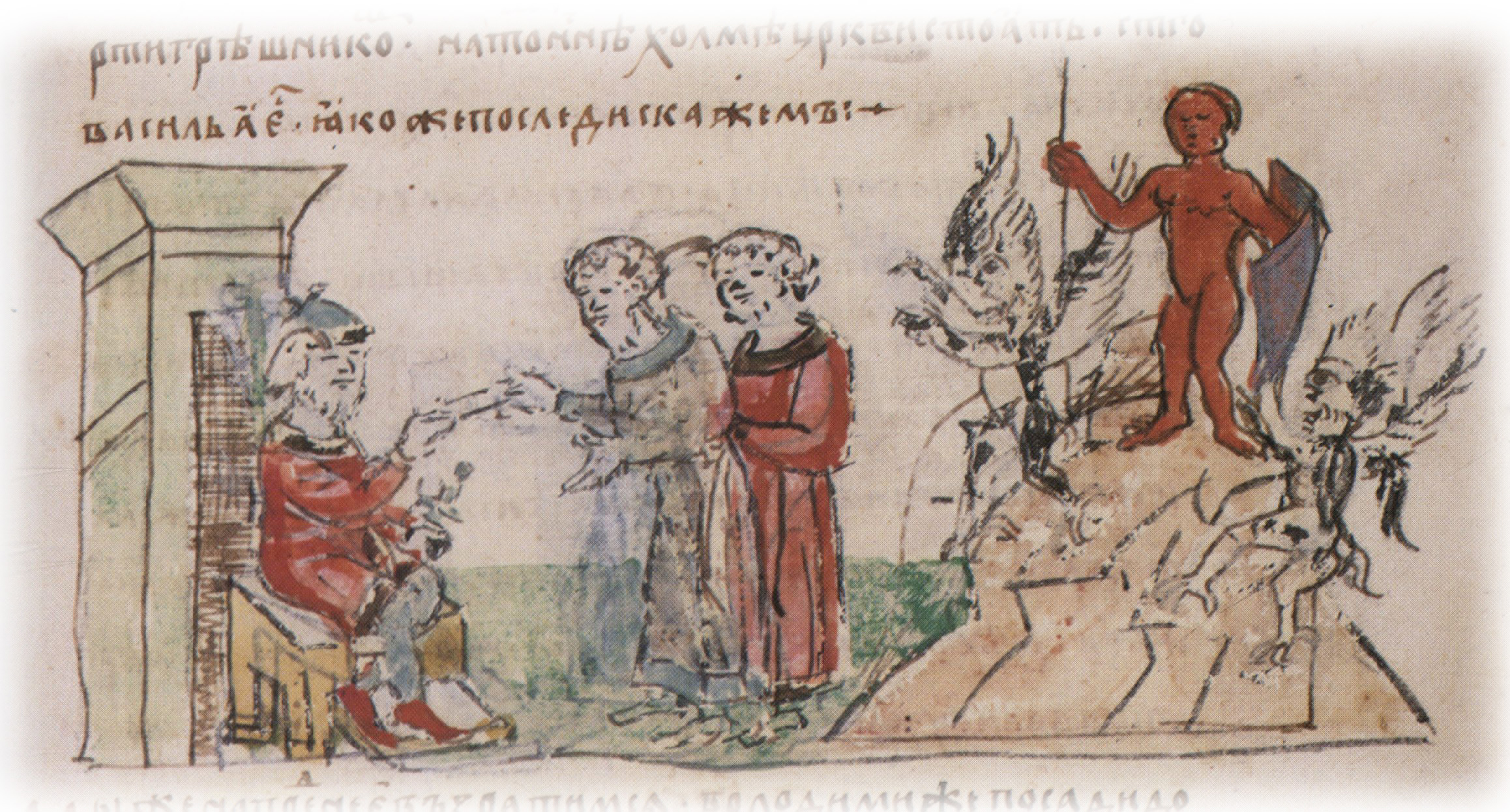
Княжение Владимира Святославича в Киеве; воздвигнутый по его повелению идол Перуна в окружении чертей. Изначально чертей не было, и они позже добавлены пером. Миниатюра из Радзивилловской летописи, конец XV века

Перун упоминается известием 980 года в связи с установкой князем Владимиром кумиров на киевском холме, где Перун занимал первое место, пока Владимир не принял христианство. Фрагмент:
И стал Владимир княжить в Киеве один и поставил кумиры на холме за теремным двором: деревянного Перуна с серебряной головой и золотыми усами, Хорса, Дажьбога, Стрибога, Симаргла и Мокошь. И приносили им жертвы, называя их богами, и приводили к ним своих сыновей и дочерей, а жертвы эти шли бесам, и оскверняли землю жертвоприношениями своими. И осквернилась кровью земля Русская и холм тот. <…> Владимир посадил Добрыню, своего дядю, в Новгороде. И придя в Новгород, Добрыня поставил кумира над рекою Волховом, и приносили ему жертвы новгородцы как богу. <…> В год 6491 (983). Пошёл Владимир против ятвягов, и победил ятвягов, и взял их землю. И пошёл к Киеву, принося жертвы кумирам с людьми своими.
В историографии данное событие известно как языческая реформа или первая религиозная реформа Владимира. Одна из точек зрения, рассматривающая реформу, трактует её как переход в монотеизм: по мнению Мансикки, Шахматова и Ловмянского изначально в «Повести временных лет» упоминался только Перун, а позже были добавлены другие боги, чтобы выставить Владимира многобожником. Аничков разделял позицию Шахматова, хотя заметил, что «объективных данных для признания этой вставки не имеется». Историк М. А. Васильев указывал, что существование киевского пантеона зафиксировано параллельными источниками. Клейн отрицал реальность реформы, считая данное событие лишь восстановлением язычества: водружение кумиров состоялось сразу после убийства Ярополка, проявлявшего симпатии к христианству и проводившего прохристианскую политику, и вокняжением Владимира. В интерпретации Аничкова фраза «вне двора теремного» указывает на более ранее положение идола именно во дворе терема, что говорит о Перуне как о боге только князей, ставшим общинным лишь при реформе Владимира. Аничков рассматривает реформу как государственную попытку навязать Перуна как общегосударственного и верховного бога, объединяющего север и юг, а установка идола в Новгороде, по его мнению, говорит о том, что Перуна новгородцы не знали. Схожей точки зрения придерживался Васильев. С критикой позиции об отсутствии Перуна у новгородцев выступил Брюкнер, считавший, что распространённость слова «перун» и существование близкого к нему культа Перкунаса свидетельствует о том, что новгородцы знали этого бога, и идол Перуна, по гипотезе Брюкнера, уже стоял в Новгороде ещё при первых варяжских правителях IX века, а отправку Добрыни в Новгород он считал летописной конструкцией. С позицией того, что Перун был лишь второстепенным богом до реформы Владимира, не соглашался Клейн: поскольку свидетельство Прокопия явно говорит о Перуне как о верховном боге, нельзя признать его второстепенным богом для времени, предшествовавшего религиозной реформе Владимира. Перун занимал главное место в пантеоне и до Владимира.
Предлагалась версия, что облик Перуна с серебряной головой и золотыми усами отражает древнюю традицию изображения бога. Так, серебряная голова указывает на седовласость, а золотой ус сравнивается с золотой бородой Индры и рыжей бородой Тора, хотя сам идол был безбородым. По мнению филолога Г. А. Глинки, образ Перуна создан на основе облика князя Святослава. Историк В. Я. Петрухин скептически относится к этому изображению облика, который, по его мнению, основан на библейском образце описания идолов.
Первые редакции «Повести временных лет» — Лаврентьевская, Радзивилловская и Академическая не упоминают имени кумира, поставленного в Новгороде, но в Ипатьевской и в ряде других летописей уточняется, что это был Перун. Ловмянский соглашается с этим, считая, что единственным кандидатом на место этого идола мог быть только идол Перуна.
В прошлом обсуждался фрагмент текста о «приводе своих сыновей и дочерей», отражающий либо человеческие жертвоприношения, либо лишь указание на участие в обряде. Современные исследователи рассматривают текст, начиная с «И приносили» и заканчивая «и холм тот» и дальше по летописи, как переработку стихов псалма 105 (Пс. 105:35—44). Васильев всё же считает частые человеческие жертвоприношения богам киевского пантеона историческим фактом. По мнению историка П. В. Лукина, вопрос человеческих жертвоприношений, как и самой реформы, дискуссионен, и летописный текст о реформе Владимира является лишь переделкой Хроники Георгия Амартола, где упоминается создание шести кумиров божеств с ведущей позицией Бельфегора и одним женским персонажем — Астартой. Материалами идолов, согласно Хронике, являлись золото и серебро, и упоминается осквернённая земля. Лукин приходит к выводу, что рассказ о пантеоне Владимира и человеческих жертвоприношениях является летописной конструкцией, созданной в 1070-х годах, а сами имена божеств взяты из устной традиции, известной летописцу.

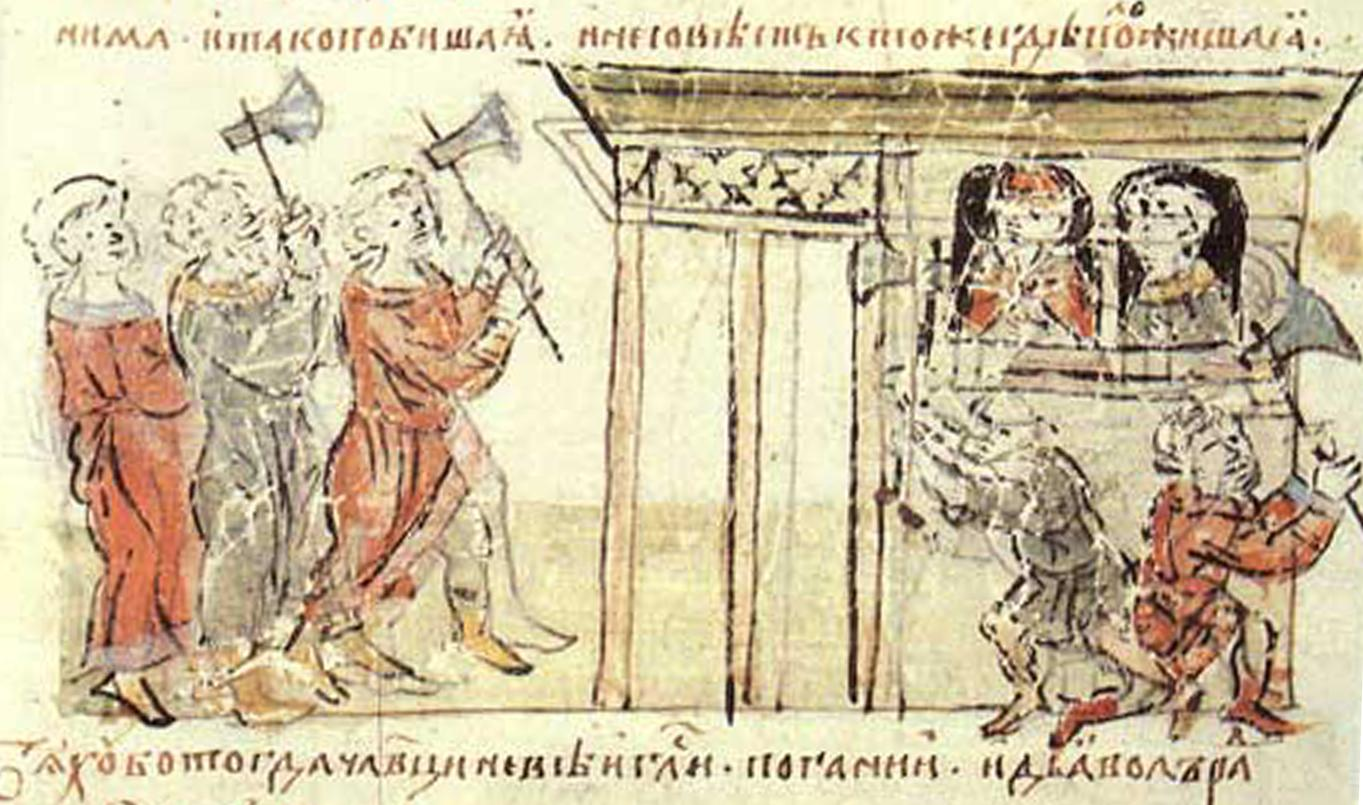
Сын варяга Фёдора, Иоанн по жребию должен был быть принесён в жертву богам киевского пантеона. Миниатюра из Радзивилловской летописи, конец XV века

После того как Владимир крестил Русь в 988 году, он повелел повергнуть идолы: одни изрубить, а другие сжечь. На месте, где стояли идолы, он построил церковь святого Василия. Свержение Перуна описывается отдельно: Владимир приказал привязать идол к конскому хвосту, снести с холма по Боричеву спуску в «Ручай» под которым, возможно, имеется в виду Почайна, приток Днепра. По его указу двенадцать мужчин, бив его «жезлами» то есть палками, спустили идол в реку. Когда его волокли к Днепру, собравшийся народ плакал. Владимир приставил к идолу людей, сказав им: «Если пристанет где к берегу, отпихивайте его. А когда пройдет пороги, тогда только оставьте его». Они же исполнили, что им было приказано, и Перун, преодолев пороги, плыл, пока ветер не выбросил его на отмель, с той поры называемую Перунья Рень (Отмель).
У исследователей возник вопрос: почему с остальными идолами расправились иначе, и только Перуна нужно было отправить в плавание? Археолог Б. А. Рыбаков предположит, что причина в особом уважении к этому богу как к главе пантеона. Археолог Д. А. Мачинский объясняет дело иначе: как бог воинов, Перун неуязвим для оружия, а как громовержец — несгораем, поэтому его предали чуждой для него стихии — воде, подведомственной его врагу Велесу, согласно теории основного мифа. Оба варианта признаны Клейном неубедительными. Такое описание конца Перуна и упрощённость ликвидации других идолов говорит, согласно Ловмянскому, о вставке, которую он увидел в упоминании об уничтожении других идолов богов, поскольку сам он интерпретировал реформу в монотеистическом ключе. Фольклорист А. Х. Краппе предложил, что летописное предание о низвержении кумиров и погружении Перуна в Днепр основывалось на ежегодном обряде купания его в реке, а это обряд вызывания дождя, известный у многих народов. Но обряд вызывания дождя, по замечанию Клейна, окказиональный, применяется не ежегодно, а по случаю. Низвержение Перуна также сравнивают с этнографическими обрядами похорон Костромы, Ярилы и т. п. персонажей, которых после терзания бросают в реку. Исходя из этого, обряд похорон был применён по отношении к Перуну Владимиром, чтобы облегчить христианизацию. Такие сравнения с этнографическими обрядами, по комментарию Васильева, «неприемлемы» и сам он замечает, что в связи с фактом привязанного, вероятно, тяжёлого идола Перуна именно к хвосту лошади иррационально, и поэтому описание низвержения отражает сакрально-магическое действие, чтобы выпроводить языческого бога за пределы Русской земли, днепровских порогов. Другие учёные, по обыкновению, связали описание падения бога как традиционное действие христианизаторов для поругания бесов и выявления бессилия Перуна, что и предлагали летописцы-христиане, но Васильев считает, что они, записав детали низвержения, не поняли описанного действия, традиционалистски сведя всё к поруганию бесов. Петрухин усматривает происхождение описания поругания идола в книжной традиции: Хроника Георгия Амартола, служившая основным источником Повести, содержит описание изгнания узурпатора Февралия из Рима, который был побит «жезлениками», изгнан и убит. История о Перуньей отмели признана рядом исследователей легендой, объясняющей происхождение топонима, которая возникла ещё до свержения Перуна.
В 1975 году в ходе раскопок на Старокиевской горе был найден фундамент сооружения. Рыбаков считал это сооружение местом расположения идолов киевского пантеона, утверждая, что в нём «чётко обозначены пять выступов разного размера: один большой — в середине, два меньших — по бокам и два совсем маленьких — около боковых выступов…». Но дальнейшие исследователи критически отнеслись к заявлению Рыбакова. Само капище археологами найдено не было, как и любые свидетельства человеческих жертвоприношений в Киеве.

#### Новгородская первая летопись и последующие дополнения
В «Повести временных лет» сведения о крещении новгородцев отсутствуют, однако их сохранила Новгородская первая летопись младшего извода. Согласно Шахматову, статьи до 1016 года этого источника отражают «Начальный свод» — летопись, предшествовавшая «Повести временных лет» и составленная в 1090-е годы. В Новгородской первой летописи под 989 годом сообщается:
И пришёл к Новгороду архиепископ Иоаким Корсунянин, и капища разрушил, и Перуна посёк и повелел тащить его в Волхов. Обвязав верёвками, влекли его по грязи, бив жезлом. И заповедовал никому нигде его не принимать. И шёл пидьблянин рано на реку, собираясь везти в город горшки. В это время Перун приплыл к помосту, а пидьблянин оттолкнул его шестом, говоря: „Ты, Перунище, досыта пил и ел, а теперь же плыви прочь“, и уплыло со свету „окошное“.
Описание низвержения Перуна схоже с описанием в Повести, но описывается менее детально. История о пидьблянине, жителе села Пидьбы около Новгорода, возникла в XII веке и не отражает реальности X века, хотя рассказ мог происходить из народного предания. Согласно Мансикке и историку А. М. Введенскому, новгородский рассказ явно зависим от аналогичного киевского рассказа и является вторичным образованием с историей о пидьблянине, возникшей как «ответ» на приказ Владимира отталкивать идола от берега. Сходный текст с незначительными разночтениями без сюжета о палице содержится в более поздней Новгородской пятой летописи и Львовской летописи XVI века.
Более подробным вариантом о крещении Новгорода является рассказ из Четвёртой Новгородской и Первой Софийской летописей XV веков, восходящих к общему Новгородско-Софийскому протографу второй четверти XV века. После повеления Иоакима тащить идола в Волхов добавляется следующее:
И в это время вошёл бес в Перуна и начал кричать (в Соф. нет: и начал кричать): „О, горе мне! Достался немилостивым сим рукам“. И скинули его в Волхов. Он же, проплывая под большим мостом, бросил палицу на мост (В Соф. нет: на мост) (и сказал: „На этом да поминают меня дети Новгорода“ — из Соф.) Ею и ныне безумные дерутся, творя утеху бесам. И заповедал никому нигде его не принимать.
Контаминация с рассказом о пидьблянине и палице содержится в различных разночтениях в Новгородской Карамзинской летописи конца XV века, а также, помимо двух выше перечисленных, в более поздних летописях: Новгородской второй летописи, Тверском сборнике, Воскресенской летописи, Типографской летописи, Ермолинской летописи, Холмогорской летописи, Московского великокняжеского свода 1472 года и летописях «Летописец от 72-х язык» 1497 года и 1518 года.
В палице видели отражение атрибута Перуна, но впервые сюжет о палице появляется в Новгородской Карамзинской летописи, предшествующей Софийской и Четвёртой новгородской и восходящей к Новгородскому своду 1411 года, что свидетельствует о не релевантности этого пассажа. Сетование беса на свою судьбу является развитием тезиса рассказа о крещении Киева, где объясняется причина избивания Перуна — «на поругание беса».
Речь Перуна «На этом да поминают меня дети Новгорода» отсутствует в большинстве списков Софийской летописи. Среди разночтений следующая запись, добавленная редактором Тверского сборника. Основываясь на общем протографе с Ермолинской летописью, редактор добавил: «некто поместил на него деревянную палицу, он же забросил палицу на мост». Вероятно, летописец не понял фразы из протографа «и бросил палицу на него» (то есть на мост) и решил, что «на него» относится к Перуну. Комментарий Перуна после броска палицы отразился в сокращённой версии рассказа Архангелогородской летописи, где к словам бога прибавлено: «Те, кто ещё не крещены, помните и бойтесь (меня), безумные люди на этом мосту». В Ермолинской: «тешьтесь (ей), новгородцы, и меня вспоминайте» и аналогично в ряде выше перечисленных летописей с незначительным расхождением. В Новгородской третьей летописи, чей текст основан на четвёртой, после того, как Иоаким посёк Перуна, добавляется: «что в Великом Новгороде (Перун) стоял на Перыни», и после слова «окошное» прибавлено: «то есть в тьму кромешную». В самих ранних новгородских летописях второй четверти XV века о связи с Перынью не говорится, и датировка данной летописи, как и самой вставки с Перынью, — последняя четверть XVII века и, как вследствие, данное сообщение о Перыни сложно рассматривать как аутентичное. Введенский усматривает в этом рассказе модификацию киевского рассказа о Перуновой Рени и в итоге заключает, что сведения новгородских летописей являются попытками новгородцев в разное время заполнить «недостающими» элементами новгородский летописный рассказ о крещении города по лекалам киевского рассказа.

#### Прочие древнерусские источники
«Память и Похвала Иакова Мниха князю Владимиру Святославичу» является компиляцией из других сочинений, самое старое из которых датируется приблизительно первой четвертью XI века. Сама компиляция была составлена в XII—XIII веках. Похвала сохранилась в старейшем списке 1414 года, сгоревшего при пожаре 1812 года, и содержит следующую запись о князе Владимире:
Он крестил всю Русскую землю из конца в конец — и отверг нечестивое наваждение, и языческих богов, а вернее бесов, Перуна и Хорса, и других многих попрал, и сокрушил бесов.
С точки зрения Петрухина, датировка этого произведения и его соотношение с летописным текстом Повести неясны: предполагается, что в житийной части Памяти Иаков использовал летопись, и поэтому не случайно упомянутые там же Перун и Хорс представляют лишь начало летописного списка Владимировых богов.
После принятия христианства появились различные Слова и Поучения, направленные против старой религии. В частности, «Слово некоего христолюбца и ревнителя по правой вере», созданное, по мнению большинства исследователей, в середине XI века. Исключением является Мансикка, утверждающий, что Слово написано в XIV веке, и Русанова с Тимощуком, датирующие XII веком. Само Слово имеется в двух редакциях: краткой, первоначальной и пространной, более поздней. Фрагмент из редакции списка Паисевского сборника конца XIV века:
Как Илья Фесвитянин, заклав жрецов и лжепророков идольских числом до трёхсот <…>, так и он (христолюбец) не может терпеть христиан, двоеверно живущих, которые веруют в Перуна, и в Хорса, и в Сима, и в Регла, и в Мокошь, и в вил, которых числом тридцать девять сестриц, как говорят невежды и мнят их богинями, а потому приносят им жертвы, кур им режут; и огню молятся, называя его Сварожичем. <…> не подобает христианам в пирах, и на свадьбах в бесовские игры играть с жертвами идольскими, когда молятся огню под овином, Мокоши, Симу, Реглу, Перуну, роду, рожаницам и всем им подобным.
Древнерусское произведение «Слово святого Григория, изобретено в толцех», также известное как «Слово об идолах», является переработкой поучения константинопольского патриарха IV века Григория Назианзина, именуемого Григорием Богословом. Неизвестный древнерусский автор использовал осуждение греческих богов, дополнив его обличительным текстом о славянских богах. Ранняя редакция Слова сохранилось в трёх списках XV века и различно датируется разными исследователями: 1060-е годы (Аничков), XII век (Ловмянский, Рыбаков), а также датировки, считающиеся Васильевым маловероятными: конец XIII — начало XIV века (слависты И. И. Срезневский, Н. М. Гальковский), XIV век (Мансикка). Отдельно высказался Клейн, считавший, что данный источник «исследован блестяще», определяя дату создания XII веком и его автора как игумена Даниила Паломника. По мнению Рыбакова, «Слово Григория» было непосредственным переводом, но историк И. Н. Данилевский указывает, что Слово отражает греческий оригинал лишь частично. Оригиналом является «Слово на Богоявление». Данилевский отмечает, что точно неизвестно, каким именно вариантом текста Григория Богослова пользовался сам древнерусский автор. Неизвестно и насколько достоверны сведения о славянских богах в Слове. Фрагмент по рукописи Новгородской Софийской библиотеки № 1295 XV века:
Этим же богам жертву приносят и кладут и славяне: вилам и Мокоши, Диве, Перуну, Хорсу, роду и рожаницам, упырям и берегиням, и Переплуту, и, вертясь пьют ему из рогов. <…> Оттуда же (от халдеев) научились эллины, а также египтяне и римляне приносить жертвы Артемиду и Артемиде, то есть роду и рожанице. Дошло всё это и до славян, и начали приносить жертвы роду и рожаницам прежде Перуна бога их, а до этого жертвовали упырям и берегиням. После же святого Крещения Перуна бросили, а к Христу, Богу нашему, приобщились. Но и ныне по окраинам молятся проклятому богу Перуну, и Хорсу, и Мокоши, и вилам, и делают это тайно.
Историки Б. Д. Греков, Л. Т. Мирончиков и Рыбаков определили, что периодизация славянского язычества в Слове реальна и славяне изначально поклонялись упырям и берегиням, позже — Роду и Рожаницам и лишь в конце — Перуну. Клейн считает такую концепцию «наивной»: древнерусский автор хоть и знал о тайном почитании божеств, но этапы развития и происхождения славянского язычества он знать никак не мог, и в данном произведении лишь расположил языческие образы в ряд по степени их приближенности к христианскому богу: сначала низшие духи (упыри и берегини), потом демоны среднего разряда или второстепенные боги (Род и Рожаницы) и, наконец, Перун — верховный бог, чтобы показать прогресс христианской «благодати» в сторону монотеизма. В этой русской переработке поучения Христос показывается как замена Перуна, что доказывает его статус верховного божества.
Чрезвычайно популярный на Руси греческий апокриф IV—V веков «Хождение Пресвятой Богородицы по мукам» был переведён на славянский в XI веке и чей старейший список датируется XII веком, где славянские боги уже присутствуют. Мансикка расценивал, что вставки имеют южнославянское происхождение, но наиболее вероятно считать их древнерусскими. По сюжету апокрифа Богородица наблюдает в аду мучения неправедных душ, показанные ей архангелом Михаилом. Фрагмент текста по списку начала XVII века:
И спросила Благодатная архистратига: Кто это такие? И ответил архистратиг: Это те, кто не веровали в Отца и Сына, и Святого Духа, забыли Бога и веровали в то, что сотворил нам Бог для трудов наших, прозвав это богами: солнце и месяц, землю и воду, и зверей и гадов; все эти люди сделали из камней — Траяна, Хорса, Велеса, Перуна в богов превратили...
Сочинение «Слово Златоуста о том, как первые язычники веровали в идолы» является компиляцией и основано, в частности, на Слове Григория. Предположительно датируется рядом историков XIII веком, а по мнению историка Д. А. Казачковой — концом XI века и известно из Новгородской Софийской рукописи № 1262 XIV—XV веков и других списков. Фрагмент по древнейшему из них:
Горе вам <…> человеки, забывшие страх божий (своим) небрежением, и отступившие от Крещения, и приступившие к идолам, и начавшие поклоняться молнии и грому, и солнцу, и луне, а другие — Перуну, Хорсу, вилам и Мокоши, упырям и берегиням, которых называют тридевять сестриц, а иные в Сварожича веруют, и в Артемиду. Всем им невежественные люди молятся и кур режут.
В Ипатьевской летописи под записью 1071 года говорится, что «в те же времена» в Киев пришёл волхв, к которому явились пять божеств. Он утверждал, что через пять лет Днепр потечёт вспять, а русская земля «переступит» на греческую. Исследователи отождествили этих божеств с киевским пантеоном, где, по их мнению, было шесть божеств. Объясняя это противоречие, Аничков и Ловмянский исключили из этого списка Мокошь, Рыбаков — Симаргла. Васильев объясняет это тем, что Дажьбог носил двойное имя Дажьбог-Хорс. Но Петрухин считает, что предсказание волхва в Киеве связано не с пережитками язычества, а с событиями 1068—1069 годов, когда восставшие крестьяне угрожали князьям, что сожгут город и уйдут в греческую землю. Пять богов же являются пятью планетами, на чьё астрологическое расположение и ссылался волхв.
Филолог Х. А. Альварез-Педроса соотносит с Перуном фрагмент из славянского перевода греческого произведения, созданного около IV века «Слово и видение апостола Павла» и известного на Руси с XIV века и ещё раньше у южных славян, где перечисляются дела для заступничества людей святым архангелом Михаилом. Одно из этих дел — дарование дождя земле, чтобы на ней росли плоды. В греческой версии на месте архангела Михаила — Гавриил, но о его предполагаемой силе как подателя дождя ничего не говорится. То же самое происходит и в сирийской версии, хотя в ней фигурирует архангел Михаил. Поэтому Альварез-Педроса приходит к выводу, что фрагмент в славянском переводе отражает синкретизм, появившимся на славянской почве.
В летописной редакции «Сказания о Мамаевом побоище», написанное, возможно, в начале XV века, описывается поражение Мамая: «Безбожный <…> царь Мамай, видев свою погибель, начал призывать своих богов: Перуна, Салавата, Мокоша и Гурса». В одном кодексе XV века присутствует вопрос «Сколько существует небес?», на что следует ответ: «Перунов много», что сравнивается Гейштором с аналогичной фразой из сборника литовских пословиц: Perkunu yra daug, «Перкунов много». Перуна упоминают различные Житии Владимира XIII—XV веков, но все они могут быть возведены к «Повести временных лет».

### Источники XVI—XIX веков

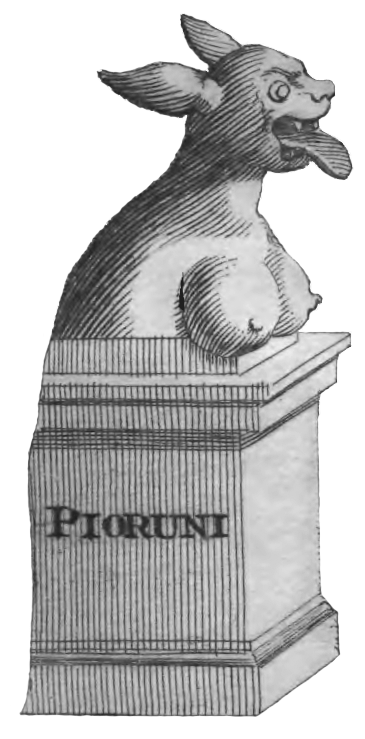
Христианское изображение Перуна из книги Георга Шлейссинга «Древняя и современная религия московитов», 1698

### Громовое оружие

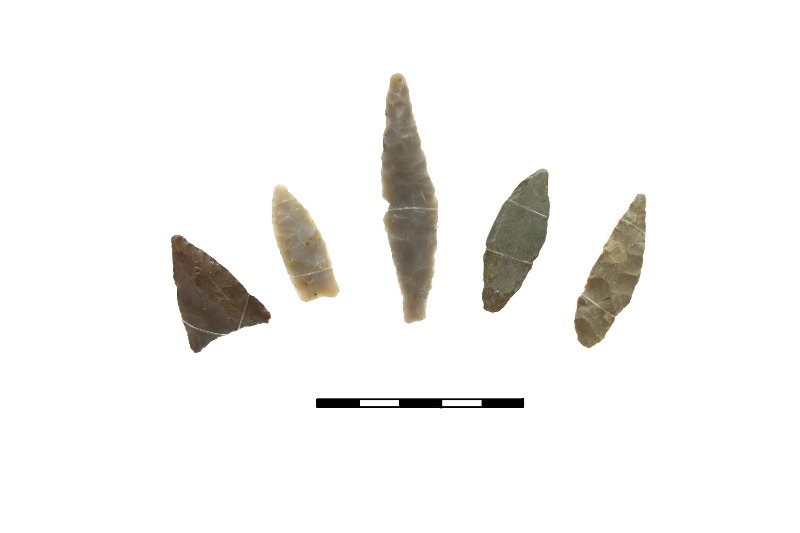
Каменные, неолитические наконечники стрел воспринимались славянами как упавшая молния

### Сближение с Ильёй-пророком

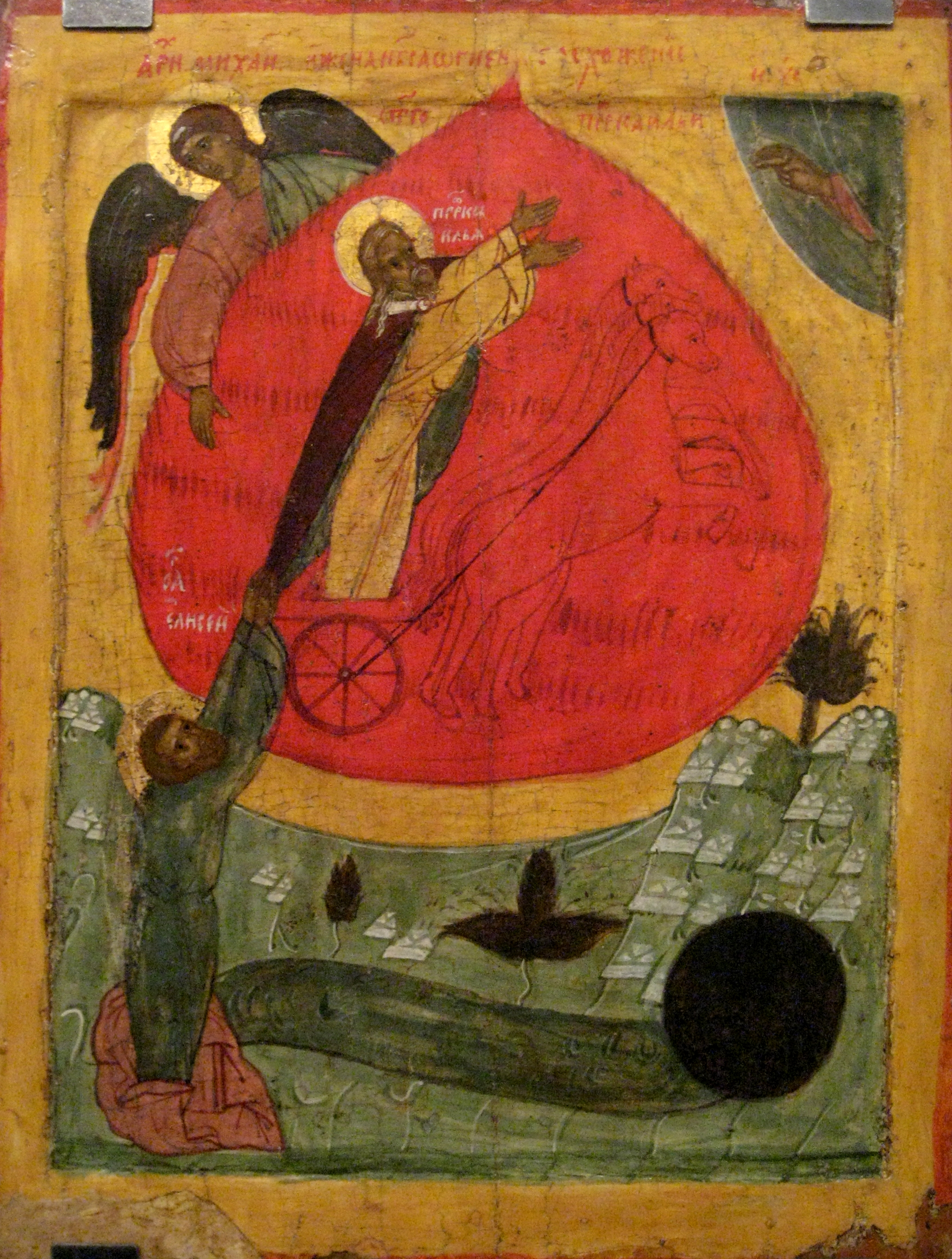
Огненное восхождение пророка Илии. Нижегородская икона конца XV — начала XVI века

### Бог плодородия и войны

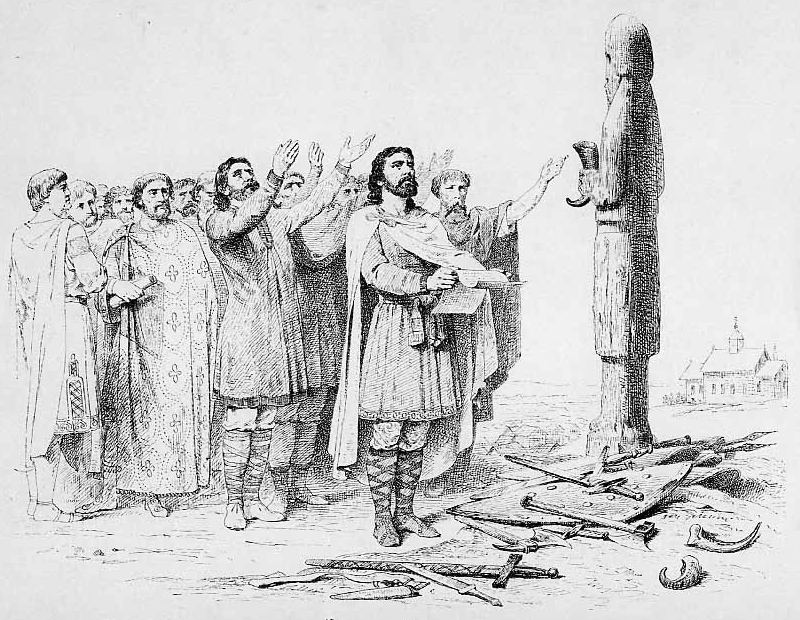
Князь Игорь и его дружина клянутся перед идолом Перуна, сложив своё оружие. Иллюстрация художника В. П. Верещагина из альбома «История Государства Российского в изображениях державных его правителей с кратким пояснительным текстом», 1896